# Plectroglyphidodon randalli
Plectroglyphidodon randalli là một loài cá biển thuộc chi Plectroglyphidodon trong họ Cá thia. Loài này được mô tả lần đầu tiên vào năm 1991.

## Từ nguyên
Từ định danh của loài được đặt theo tên của nhà ngư học John E. Randall, đồng nghiệp của tác giả Gerald R. Allen.

## Phạm vi phân bố và môi trường sống
P. randalli có phạm vi phân bố ở khu vực Tây Nam Ấn Độ Dương. Loài này chỉ được ghi nhận tại Mauritius và Réunion. Môi trường sống của P. randalli là các rạn san hô gần bờ, ở độ sâu đến ít nhất là 4 m.

## Mô tả
Chiều dài cơ thể tối đa được ghi nhận ở P. randalli là 9 cm.
Số gai ở vây lưng: 13; Số tia vây ở vây lưng: 15–16; Số gai ở vây hậu môn: 2; Số tia vây ở vây hậu môn: 12; Số gai ở vây bụng: 1; Số tia vây ở vây bụng: 5.

## Sinh thái học
Trứng của P. randalli bám dính vào chất nền. Cá đực có nhiệm vụ bảo vệ và chăm sóc trứng.